# Sositheos
Sositheos (griechisch Σωσίθεος Sōsítheos) war ein griechischer tragischer Dichter. Er lebte in der ersten Hälfte des 3. Jahrhunderts v. Chr. Seine Herkunft ist nicht genau bekannt (Syrakus, Athen oder Alexandria Troas). Er gehörte zur Pleias und war Rivale des Homeros von Byzanz.
Sositheos gilt als Wiederhersteller des Satyrspiels. Von seinen Dramen sind nur spärliche Fragmente erhalten. Das bekannteste der Satyrspiele ist Daphnis oder Lityerses; die Hauptfiguren sind der König Lityerses, der Hirte Daphnis und der Held Herakles, der den bösartigen König überwindet und enthauptet.

## Ausgaben
- Bruno Snell (Hrsg.): Tragicorum Graecorum Fragmenta (TrGF). Band 1. 2., überarbeitete Auflage, Vandenhoeck & Ruprecht, Göttingen 1986, ISBN 3-525-25725-2, S. 269–273 (kritische Edition)